# Kościół Opieki św. Józefa w Stawnie
Kościół pw. Opieki św. Józefa w Stawnie – zabytkowa świątynia rzymskokatolicka zbudowana w roku 1884. Kościół filialny, należący do parafii Matki Bożej Nieustającej Pomocy w Goleniowie. Pierwotnie był kościołem filialnym parafii luterańskiej w Przemoczu.

## Opis
Kościół jednonawowy zbudowany na planie prostokąta w stylu neogotyckim. Materiałami użytymi do budowy są obrobiony kamień granitowy o nieregularnych kształtach oraz czerwona cegła. W całości ceglane jest prezbiterium wraz z bocznymi aneksami oraz górne kondygnacje wieży. Elewację zdobią fryzowania i blendy. Dach kościoła pokryty jest zakładkową dachówką cementową, a wieża – blachą ocynkowaną.
W środku do ściany nawy od strony wejścia dostawiona jest drewniana empora. W ostrołukowych oknach prezbiterium znajdują się witraże. Wyposażenie kościoła (ołtarz, ambona, prospekt organowy, ławki) pochodzi z czasów jego budowy. Organy zostały wykonane przez znaną szczecińską firmę Grünebergów.

## Cmentarz
Obok kościoła znajduje się poniemiecki cmentarz, również wpisany do rejestru zabytków, a na nim figura Matki Bożej oraz głaz z tablicą upamiętniającą mieszkańców wsi poległych na frontach I wojny światowej. Ochroną konserwatorską objęte są także dębowy starodrzew porastający cmentarz oraz metalowe ogrodzenie.